# Morette
Morette é uma comuna francesa na região administrativa de Auvérnia-Ródano-Alpes, no departamento de Isère. Estende-se por uma área de 6,27 km². Em 2010 a comuna tinha 415 habitantes (densidade: 66,2 hab./km²).